# Sandro Rasini
Alessandro Rasini, noto anche con lo pseudonimo di Sandro (Milano, 25 novembre 1918 – Trieste, 3 settembre 2006), è stato un banchiere, bobbista e velista italiano.

## Biografia
Figlio del banchiere Carlo Rasini, fondatore della Banca Rasini, che fu tra i primi finanziatori di Silvio Berlusconi all'inizio della carriera imprenditoriale.
Partecipò con la Nazionale di bob dell'Italia ai Giochi olimpici invernali di Oslo 1952 nella gara a quattro insieme ad Alberto Della Beffa, Dario Colombi e Dario Poggi, arrivando 10º con il tempo totale di 5'19"62.
Vinse 4 medaglie ai Campionati italiani di bob: nel 1949 due bronzi nel bob a due e bob a quattro, mentre nel 1953 ottenne un oro nel quartetto e un bronzo in coppia.
Banchiere specializzato nel brokeraggio assicurativo, nel 1958 fondò con Giorgio Viganò (1940-2010) l'azienda Rasini-Viganò spa (RAV), che divenne tra le prime dieci aziende italiane del settore, gestendo i patrimoni di Gruppo Fininvest, Gruppo Stet International, Banca Popolare di Novara, Gruppo Pirelli, AON e altri, espandendosi in Europa e America del sud tramite società controllate.
Fu armatore di yachts a vela d'élite e socio dello Yacht Club Adriaco di Trieste, con il quale organizzò, in memoria della moglie originaria di Pola, l'annuale trofeo Ornella Rasini, riservato alla classe scuola Optimist. Nel 1995, partendo da Trieste, prese parte alla Transat des Passionnes, navigando poi da Hyeres alla Martinica.